# Herbert Blöcker
Herbert Blöcker (1º gennaio 1943 – Elmshorn, 15 febbraio 2014) è stato un cavaliere tedesco.

## Palmarès

### Olimpiadi
- 2 medaglie:
  - 1 argento (Barcellona 1992 nel concorso individuale)
  - 1 bronzo (Barcellona 1992 nel concorso a squadre)

### Mondiali
- 4 medaglie:
  - 2 argenti (Lexington 1978 nel concorso a squadre; Luhmühlen 1982 nel concorso a squadre)
  - 2 bronzi (Burghley 1974 nel concorso a squadre; Stoccolma 1990 nel concorso a squadre)

### Europei
- 4 medaglie:
  - 1 oro (Kiev 1973 nel concorso a squadre)
  - 2 argenti (Kiev 1973 nel concorso individuale; Luhmühlen 1999 nel concorso a squadre)
  - 1 bronzo (Luhmühlen 1975 nel concorso a squadre)